# カーディシーヤの戦い
カーディシーヤの戦い（アラビア語: معركة القادسيّة;）は、636年にカーディシーヤ（現在のイラク・ナジャフ市の東）で、正統カリフ時代のイスラーム勢力（アラブ軍）とサーサーン朝との間に起きた戦い。この戦いに大勝したイスラーム勢力はイラクを掌握し、その後のペルシア征服につながった。続くニハーヴァンドの戦い（641年）で敗れたサーサーン朝は、滅亡した。

## 背景

### 東ローマとサーサーンの関係
預言者ムハンマドの時代、ペルシアはサーサーン朝の皇帝ホスロー2世の統治下にあった。ホスロー2世は、妻の父である東ローマ皇帝マウリキウスが軍の反乱で殺されると、仇討ちを主張して東ローマ・サーサーン戦争 (602年-628年)を引き起こした。サーサーン朝軍はシリア、エジプト、アナトリアを占領し、イエス・キリストが架けられたとされる聖十字架を持ち去った。東ローマ皇帝ヘラクレイオスは610年にフォカスの後を継ぐと軍を起こし、失地回復を果たした。ヘラクレイオスがニネヴェの戦い (627年)でサーサーン朝軍を破りクテシフォン近くまで進軍すると、ホスロー2世は息子のカワード2世の反乱に遭い処刑された。テュルクの軍が、ペルシア北部に大挙して侵入してきていたこともあり、カワード2世は東ローマ帝国と和平を結んで占領地をすべて返還した。聖十字架と占領地の返還を決めた条約を締結すると、ヘラクレイオスは軍を引いた。

### サーサーン朝の内紛
ホスロー2世は628年に宮殿で息子のカワード2世に殺害された。カワード2世は18人の兄弟も殺したが、即位数カ月後に疫病で急死し、内乱が勃発した。カワード2世の7歳の息子のアルダシール3世が擁立されたが、1年半後に配下の将軍シャフルバラーズに殺害された。
629年、アルメニア王国との戦いでシャフルバラーズは敗死し、ホスロー2世の娘のボーラーンが後を継いだ。ボーラーンは、司法制度改革やインフラの再整備、減税、貨幣の鋳造を行い、ビザンティン帝国と友好的関係を結んで国内に安定をもたらそうとした。また、ペルシア軍の最高司令官にロスタム・ファルロフザードを任命した。しかし、内乱で失墜していた皇帝の権威を完全に復活させるまでには至らず、間もなく退位してアーザルミードゥフトが帝位を継承し、更に ホルミズド6世がその後を継いだ。5年にわたる内紛の末、ヤズデギルド3世（ホスロー2世の孫）が8歳で即位した。実権はロスタムら実力者が握ったが、重臣たちの間では権力闘争が続いた。

### 正統カリフ勢力の勃興とイラク侵攻
預言者ムハンマドの死後、アブー・バクルはリッダ戦争を通じてアラビア半島に支配権を打ち立て、シリアやパレスチナのアラブ人に対して軍事行動を起こした。アブー・バクルはわずか数十年で史上最大規模の帝国を築き上げる基礎を築くが、一方でこれらの地域を巡り東ローマ帝国、サーサーン朝との間に1世紀にわたる領土紛争の種を播くことになった。アブー・バクル配下の勇将ハーリド・イブン・アル＝ワリードに率いられたアラブ軍はイラクに侵攻すると立て続けにサーサーン朝軍を破り、633年5月に古代イラクの首府であるアル・ヒラを陥落させると、2カ月の間にユーフラテス川流域の諸都市を落とし、サーサーン朝軍の反撃を跳ね返した。冬には東ローマ帝国との国境沿いの都市フィラーズにまで到達し、フィラーズの戦いでサーサーン朝、東ローマ帝国、キリスト教徒アラブ人の連合軍を破り、ハーリドはクテシフォンを除く全イラクを掌握した。

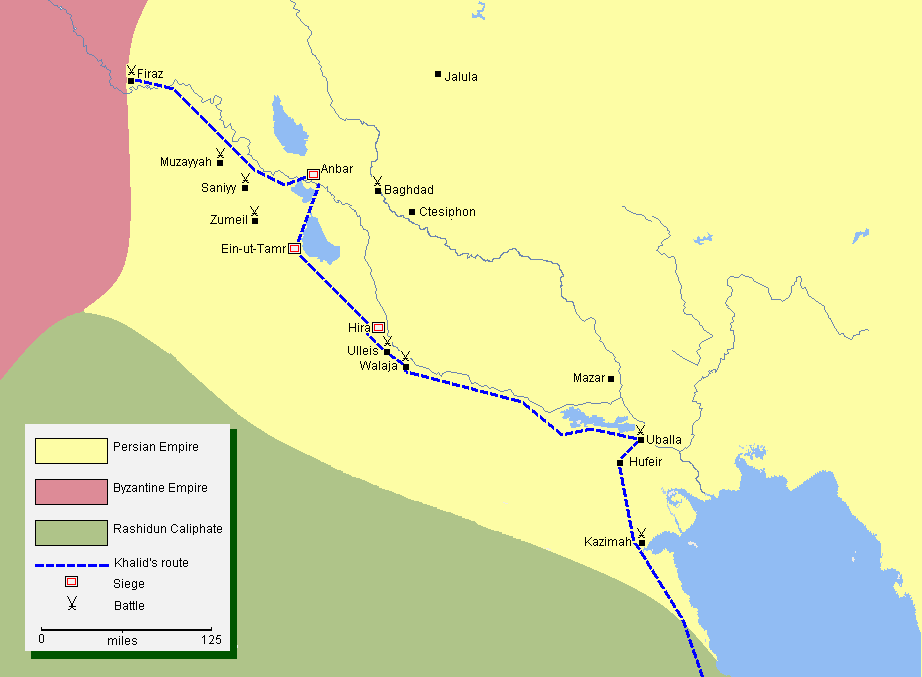
ハーリド・イブン・アル＝ワリードによるイラク侵攻の経路

ムスリム軍がイラクを制圧すると東ローマ軍がシリアとパレスチナに攻め込んだため、ハーリドは麾下の軍の半分を率いてイラクから転戦した。直後の634年にカリフのアブ－・バクルが没し、ウマルが第2代正統カリフとなった。ハーリド軍の侵攻後、サーサーン朝の首都クテシフォンは混乱の極みにあったが、サーサーン朝軍はひとたび態勢を立て直すと、軍勢を集中して反撃を開始した。ムスリム軍はイラクを維持するには寡兵だったため撤退してアル・ヒラも放棄し、アラビア砂漠近くまで退いた。ムスリム軍は一度はメディナからの増援でサーサーン朝軍をクーファ近郊で破るが、サーサーン朝軍の反撃でユーフラテス河畔で大敗を喫し、多大な損害を被って撤退した。

### サーサーン朝の反撃
ハーリドの転戦後、ユーフラテス、チグリスに挟まれたメソポタミアでは、サーサーン朝とムスリム軍が一進一退を繰り返した。サーサーン朝のヤズデギルド3世は国内の権力基盤を強固なものにすると、ムスリム勢力への大反攻を企て、635年に東ローマ皇帝ヘラクレイオスとの関係強化を模索した。ヘラクレイオスは娘をヤズデギルド3世に嫁がせると、レバントへの大攻勢の準備を進め、ヤズデギルド3世もイラク支配を確立すべく軍を糾合し、両皇帝は連携してウマルを撃滅しようと企てた。
ところが、ヘラクレイオスが636年5月に攻勢を開始した際、ヤズデギルド3世は足並みを揃えられなかった。両者の同盟をいち早く察知していたウマルは、まず東ローマ軍に備えてヤルムークの軍を増強。一方で、サード・ブン・アビー・ワッカースに、ヤズデギルド3世との和平交渉に入らせた。ムスリム軍に増援が続々と到着するのを見た東ローマ軍は、敵が強大になる前に叩こうとし、皇帝の指示を無視する形で攻撃を開始した。東ローマ軍は636年8月、ヤルムークの戦いで全滅した。ヤズデギルド3世はあきらめず、首都郊外に大軍を集結し、指揮を歴戦の武将であるロスタムに委ねた。知らせを受けたウマルは、イラク駐在軍にイラクを放棄するように命じた。

### 正統カリフ勢力の戦闘準備
ウマルはイラクに再侵攻するのに十分な兵力を集めるため、アラビア全体から兵を集めた。ウマルが司令官に任命したのは、クライシュ族の名門出身のサード・ブン・アビー・ワッカースだった。636年、サードは4,000の兵を率いてメディナ近くの宿営地から出発し、アラビア北部に集結中の軍と合流してイラクに向かった。ウマルは軍事経験が浅いサードに、経験豊かな指揮官たちの助言を聞くように命じた。サードがイラクに着くと、ウマルはクーファから50キロほどのカーディシーヤと呼ばれる小さい町で待機するように命じ、ムスリム軍はここで宿営した。
兵力不足に悩んでいたウマルは、リッダ戦争でウンマから離反していた諸部族も動員したため、集められた軍勢は熟練の戦士たちではなく、アラビア中の新兵の寄せ集めだった。そのため、ウマルは前線に指令を出し続けた。一方、アブー・ウバイダと軍事的天才のハーリドが率いる古参兵が投入された東ローマ戦線は、ウマルも満足する進展だった。ヤルムークでの大勝利の後、ウマルは古参兵の部隊をすぐにイラクに送るようにアブー・ウバイダに指示した。派遣された5,000の古参兵は、開戦2日目になってカーディシーヤの戦場に到着し、戦況を一変させることになる。

## 戦場

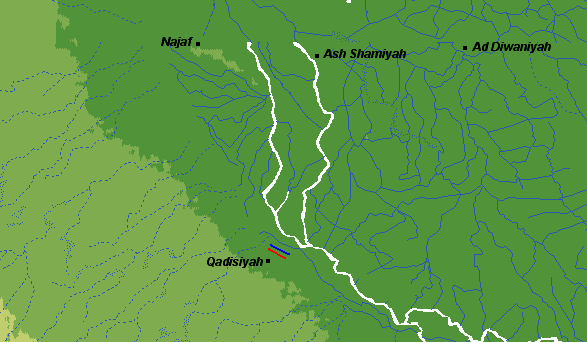
カーディシーヤの地図。ムスリム軍が赤、サーサーン朝軍が青

カーディシーヤは、イラクのユーフラテス川の支流のアティーク川の西岸に位置する小さな町で、古代イラクの首都のアル・ヒラが50キロほど西にある。現在のヒッラやクーファの南西に位置している。
2024年11月11日、イギリスのダラム大学とイラクのアル・カーディシーヤ大学の共同チームは、機密解除されたスパイ衛星画像と歴史資料を比較し、正確な位置を特定したと発表した。

## 布陣
サーサーン朝軍はおよそ50,000から100,000、ムスリム軍は30,000ほどだったと推定されている。サーサーン朝軍が数の上でムスリム軍を凌駕したことは多くの学者で見解が一致している。
サーサーン朝軍
サーサーン朝軍はカーディシーヤに636年7月に到着し、アティーク川東岸に城塞化された宿営地を築いた。およそ60,000のサーサーン朝ペルシアの軍は、歩兵、重騎兵、象兵の3つの兵種に分けられた。戦象はペルシア帝国内のインドの属州で訓練されていたため、インド部隊とも呼ばれた。サーサーン朝軍は11月16日に渡河し、ロスタムは45,000の歩兵を4分割してそれぞれ150メートル間隔をあけて西岸に配置した。15,000の騎兵も4分割され、予備兵力とされた。戦象は33頭おり、各軍団に8頭ずつが配備された。戦線の長さは4キロにも及んだが、サーサーン朝軍もイラクでの連戦で弱体化しており、多くの新兵がその穴を埋めていた。ロスタムは中央右側の軍団の後ろに天蓋付きの帷幕を設け、戦況を刻々と宮廷に伝えられるように、戦場から首都クテシフォンまで等間隔で伝令を配置した。
正統カリフ軍

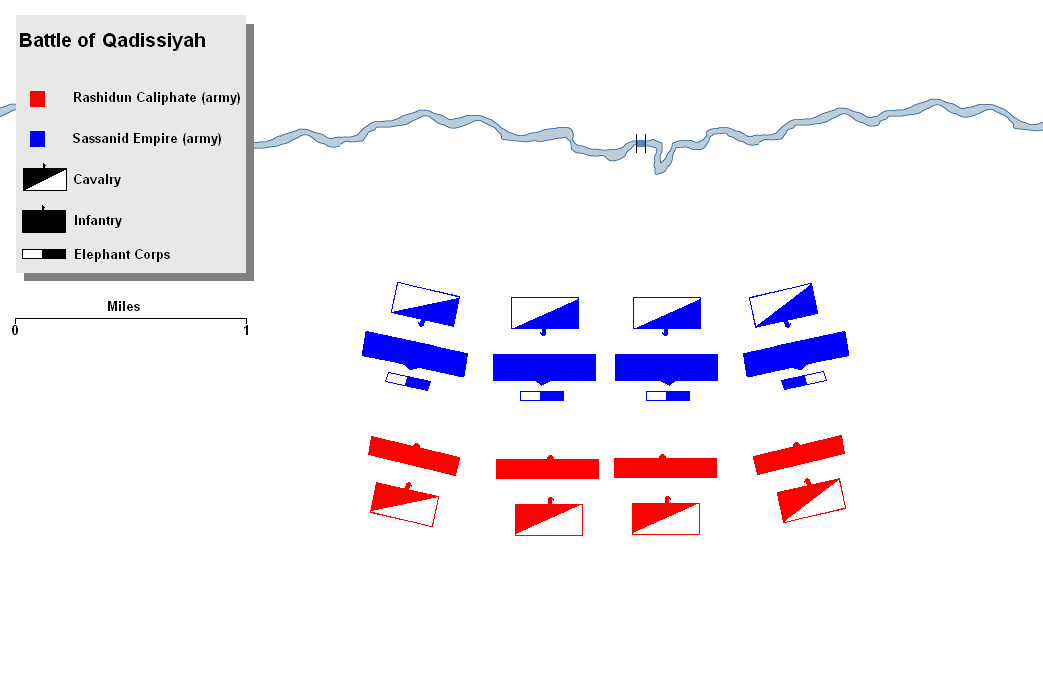
両軍の配置。青がサーサーン朝軍、赤がムスリム軍

ムスリム軍主力は7月にカーディシーヤに着くと陣営を築いて防備をほどこし橋頭堡を確保した。サードはウマルにこまめに連絡をとり、宿営地やカーディシーヤの地形を報告した。ムスリム軍はこの時点で騎兵7,000を含む30,000。シリアなどからの援軍が後に到着すると、総兵力は36,000となった。坐骨神経痛に悩まされていたサードは、戦場を眺めることが出来るカーディシーヤの古い宮殿に指揮所を設けた。正統カリフ軍の歩兵は4つに分けられてお互いの距離が150メートル離れるように配置され、それぞれの後方には騎兵が置かれた。各軍団は部族、家門が同じ戦士で固められた。

### 兵装
ムスリム軍の兵士は、サーサーン朝軍の銀のヘルメットと同様の鉄兜をかぶり、首や顔まで覆うような鎖帷子を着込んだ。初期のムスリム兵士は、ローマ式の革サンダルに似たサンダルを愛用し、革の鎧や薄片鎧、鎖帷子が用いられた。歩兵は騎兵より重装備で、シャツ型の鎖帷子と大型の枝編みの盾、長槍で武装した。歩兵の槍は約2.5メートルで、騎兵の槍は長いもので5.5メートルになるものもあった。剣はローマのグラディウスのような短剣と、サーサーン式の長剣が用いられ、肩かけの飾帯に吊された。弓の長さは、有名なイングランドのロングボウと同様の2メートルで、射程は約150メートルだった。初期のムスリムの弓兵は徒歩だったが、騎兵に対して非常に有効だった。サーサーン朝軍は東ローマ戦線に配備されていた正統カリフ軍に比べると軽装だった。

## 戦闘の推移

### 開戦前
ウマルはサードに命じて、ヤズデギルド3世とサーサーン朝軍の司令官のロスタムに使者を送らせ、イスラームに改宗するように呼びかけ、そうでなければジズヤ（人頭税）を支払うように求めた。ヤズデギルド3世はムスリムの使者に恥をかかせようと、土が入ったかごを使者に渡した。使者はこれを「サーサーン朝が降伏し領土を明け渡すしるしだ」と解釈し、サーサーン朝の最高司令官のロスタムも、同様に考えて主君の軽挙を非難したため、ヤズデギルド3世は慌てて兵を差し向けたが、使者は自陣に戻った後だった。交渉は3カ月続き、結局決裂した。
そうこうするうちにヤルムークの戦いでムスリム軍が東ローマ軍を撃破してシリアの戦況が好転すると、ウマルは交渉打ち切りを命じた。これを宣戦と見なしたロスタムはカーディシーヤへ進軍したが、和平も模索していた。ムスリム側も使者を送って話し合いは続けたが、最終的にまとまらなかった。

### 開戦
11月16日、夜明け前にサーサーン朝全軍が渡河し、両軍は500メートルの距離で向かい合った。正統カリフ軍は北東を、サーサーン朝軍は川を背に南西を向いて布陣した。戦端は両軍の戦士同士の一騎討ちで幕が開けたが、これは一騎討ちで敵の勇士を倒すことで相手の士気をくじく狙いがあったとされる。多くの戦士を失ったロスタムは、ムスリム軍右翼を攻撃するよう自軍の左翼に命じ、戦端が開かれた。
サーサーン朝軍の猛烈な一斉射撃の後、象兵が突撃を開始した。ムスリム騎兵は潰走し歩兵も崩れかけたが、中央からの増援で持ち直し、サーサーン朝軍は後退した。最初の攻撃が押し戻されると、ロスタムは右翼を前進させた。斉射と象兵の突撃でムスリム軍左翼はパニックに陥ったが、ムスリム軍弓兵が戦象の騎手を狙撃し、歩兵が象の鞍の腹帯を切ると、象兵は後退した。サーサーン朝軍は右翼でも後退したのでムスリム軍は反撃に移り、ムスリム騎兵が側面から突撃を敢行した。ロスタム自らが戦闘に加わり、手傷を負いながら敵を押し返した。戦闘は日没に終わったが、決着はつかなかった。ムスリムの年代記では、カーディシーヤの戦いの初日は「混乱の一日」と記されている。

### 2日目
ムスリム軍は翌17日もはまず一騎討ちを仕掛け、正午になっても続く中で、シリアからムスリムの援軍が到着した。サーサーン朝軍の士気を下げるため、ムスリムの援軍は小部隊に分けられ、延々と戦場に兵が到着しているように見せかけられた。これは一定の効果があった。この日はサーサーン朝軍の戦列に象兵は加わっていなかったため、サードはこの機を逃すまいと総攻撃を命じた。サーサーン朝軍が陣を固く守ったため決着はつかず、日没になって両軍は引き揚げた。

### 3日目
ロスタムはムスリム側にさらなる援軍が来ないうちに勝利を収めようとした。象兵部隊も戦列に復帰し、ロスタムは総攻撃をかけた。サーサーン朝軍の攻撃はいつも通り弓兵の斉射と投石で始まり、ムスリム軍は応射する前に大きな損害を受けた。歩兵と騎兵の援護を受けた象兵部隊が突撃の先陣を切ると、ムスリム騎兵は戦意喪失し、ムスリム軍は動揺した。ムスリム軍の隊列に裂け目ができたのを見たロスタムは、敵将を打ち取って一気に決着をつけようと騎兵で敵本陣を急襲したが、ムスリム騎兵に遮られて失敗した。
勝利の鍵は敵象兵部隊の殲滅しかないと考えたサードは、戦象の目を潰し鼻を切り落とすように命じ、ムスリム軍は悪戦苦闘の末にこれに成功した。怯えた戦象たちは自軍の隊列に突っ込んでそのまま川まで逃げて行った。サードは、象兵の逃走でサーサーン朝軍の戦列が混乱した機を逃さずに総攻撃の命を下し、両軍は再び激突した。3日目の戦闘が最も激しく、戦場は両軍の戦士たちの死体で覆われた。疲労困憊の両軍の激戦は夜明けまで続き、両軍とも崩壊寸前だった。ムスリムの年代記では、この日の戦いは「騒音が轟く夜」と記されている。

### 4日目
19日の明け方に戦闘は終わったが、決着はつかなかった。シリア援軍を率いた指揮官の一人で、出身部族のバヌ・タミム族の戦士を従えたカカ・イブン・アムルが、「あと１時間も戦えば敵は打ち負かされる。バヌ・タミムの戦士たちよ、もう一踏ん張りで勝利はお前たちのものだ」と発破をかけると、再びサーサーン朝軍の戦列に飛び込んだ。精鋭揃いのこの部隊は不意を突かれたサーサーン朝軍を突破し、敵本陣に殺到した。砂嵐の中でロスタムは全身に600以上の傷を受けて死んでいるのが見つかったが、サーサーン朝軍は当初は総司令官の戦死に気づかず奮戦した。ロスタム戦死の報が伝わり、ようやくサーサーン朝軍は戦意を失った。

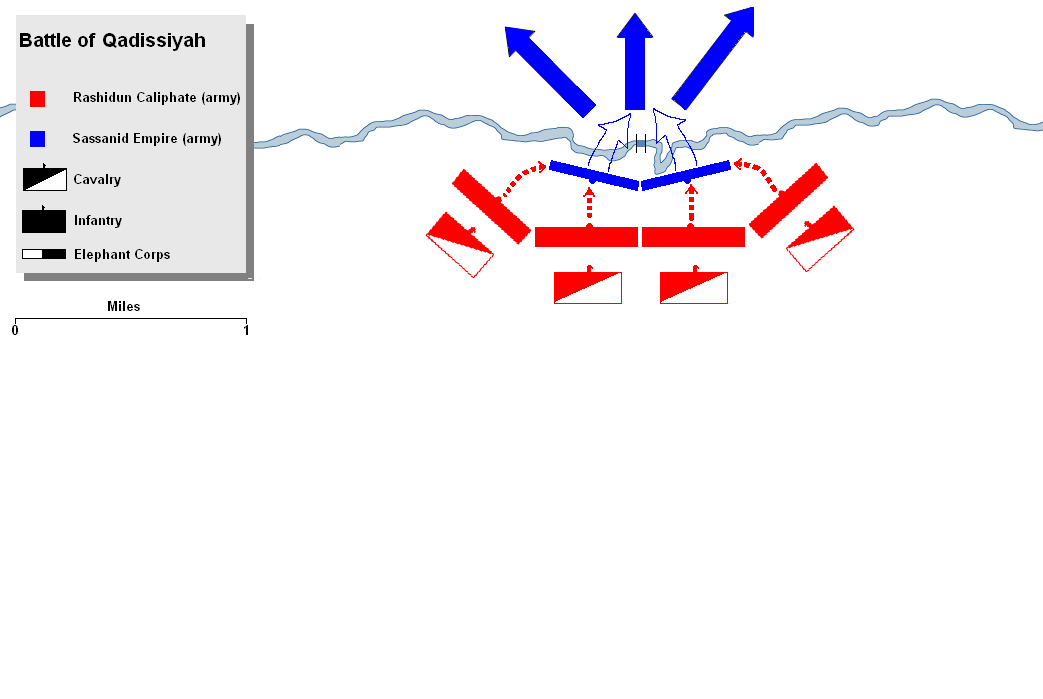
ペルシア兵は川を渡って退却した

ロスタムの死については異説もある。激しい砂嵐がサーサーン朝軍を襲い、ロスタムはラクダの陰に横たわって嵐をやり過ごしていた。ラクダの背には戦斧や棍棒、剣などが山のように積まれていたが、たまたま通りかかったムスリム兵士がロスタムに気づかないまま偶然ラクダの帯を切ってしまった。頭上に大量の武具が落ちてきたロスタムは背骨を折り、動けなくなったところで首級を挙げられた。「カアバの神に誓って、ロスタムを討ち取ったぞ」という叫び声で、指揮官を失ったことを悟ったサーサーン朝軍に動揺が広がった。混乱の中で多くのペルシア兵が殺されたり川を渡って逃走したりし、残りは投降した、というものである。
サーサーン朝軍は最後の抵抗を試みたが崩壊した。一部は隊列を整えたまま退却したが、大部分は恐慌状態で川の方向へ逃げ出し、生き残った指揮官の一人が態勢を立て直したためようやく橋を渡って逃げおおせた。戦いはムスリム軍の勝利に終わり、戦場から四方に逃げたペルシア兵はムスリム騎兵に追跡されて、見つかった敗残兵は殺されるか捕虜にされるかした。

## 戦後と影響
この戦いでアラブ人は莫大な戦利品を手に入れ、その中には宝石がちりばめられた名高いペルシア帝国旗「鍛冶屋カーヴェの旗」もあった。宝石は切り離されてメディナで売りさばかれた。敗戦はサーサーン朝のイラク支配を根底から揺るがしたが、その支配を終わらせるには至らなかった。クテシフォンを手中にしている限り、ムスリム勢力を駆逐する動きを見せる可能性があったからである。サードは戦勝報告をウマルに送ったが、ウマルは引き続きクテシフォンを攻撃するよう命じた。2カ月にわたるクテシフォン包囲の末、637年3月に帝都は陥落した。ムスリム軍はペルシアのフーゼスターン州まで占領したが、国内の大旱魃や疫病が重なり、ウマルはペルシア征服をあきらめた。
この敗戦はペルシアにとって歴史的屈辱で、イラク失陥によりサーサーン朝帝国の威信は傷ついた。サーサーン朝は失地回復の軍事行動を続けるが、ペルシア人の反撃は641年冬のニハーヴァンドの戦いで撃退された。サーサーン朝最後の皇帝となったヤズデギルド3世は、第4代正統カリフ・ウスマーンの時代の651年に逃亡先のホラーサーンで総督の裏切りにあって殺され、彼の死をもってサーサーン朝は滅亡した。